# الحرف (بيشة)
الحرف، قرية من قرى محافظة بيشة التابعة إلى منطقة عسير في المملكة العربية السعودية.

## التسمية والموقع
الحَرْف بفتح الحاء و راء ساكنة و فاء وهي إحدى قرى المحلف لبني معاوية قديماً ونزلت لاحقاً قبائل آل مليحة بني واهب شهران وهي قرية زراعية تحيط بها أشجار النخيل القديمة، من جبل عُبَيْلَان جنوباً إلى خريمص موازية للضفة الغربية لوادي بيشة وعلى بعد 2 كيلومتر من مدينة بيشة، اشتهرت بزراعة الحبوب والتمور لتسد احتياجات المنطقة من هذه الأصناف في فترة زمنية سابقة. وتبعد عن مركز مدينة بيشة حوالي 10 كم على الطريق الإسفلتية الذي يمر مدخلها الغربي.
تضم القرية أيضاً عدداً من المدارس ومسجداً ومستوصفاً وعدداً من الشاليهات.